# Trabantenstadt
Trabantenstädte (auch Trabantensiedlung) sind wirtschaftlich relativ selbständige Vorortsiedlungen in der Umgebung einer größeren Stadt. Sie zeichnen sich im Gegensatz zur Satellitenstadt, die überwiegend von der Wohnfunktion dominiert wird, durch eine höhere Arbeitsplatzdichte und eine eigene Infrastruktur aus. Im Gegensatz zu Satellitenstädten ist der Pendlersaldo aufgrund des eigenen Arbeitsplatzangebots geringer. 
Die unterschiedlichne Definitionen der Begriffe Trabantenstadt und Satellitenstadt sind umstritten. Nach Burkhard Hofmeister, Autor des Werkes Stadtgeographie, ist eine Trabantenstadt eine Mittelstadt im Umfeld einer großen Stadt. Währenddessen ist die Satellitenstadt eher eine Schlafstadt, die sehr viele Einwohner täglich zwischen Arbeit und Wohnung pendeln. Beide Stadtformen sind somit im Umfeld einer größeren Stadt angesiedelt, stellen von dieser Grundidee her aber unterschiedliche Konzepte dar. Rudolf Hillebrecht und Heineberg, der Autor des Werkes Grundriß Allgemeine Geographie: Stadtgeographie, benutzen die beiden Begriffe genau in der umgekehrten Weise. Auch im Englischen bezeichnet satellite city eine wirtschaftlich eigenständige städtische Siedlung, von der die commuter/bedroom/dormitory town als Schlafstadt abgegrenzt wird.
Satelliten- aber auch Trabantenstädte entstehen oft auf Flächen, die zuvor nicht zum Siedlungsbereich der Stadt gehörten. Dazu sind baurechtliche Umwidmungen von zuvor meist landwirtschaftlich genutzten Bodenflächen in Bauland notwendig; solche Vorgänge und die dadurch meistens eintretende und teils enorme Wertsteigerung der betroffenen Bodenflächen bzw. Grundstücke werden oft mit der ironischen Redewendung „fünfte Fruchtfolge“ umschrieben.

## Beispiele für Trabantenstädte

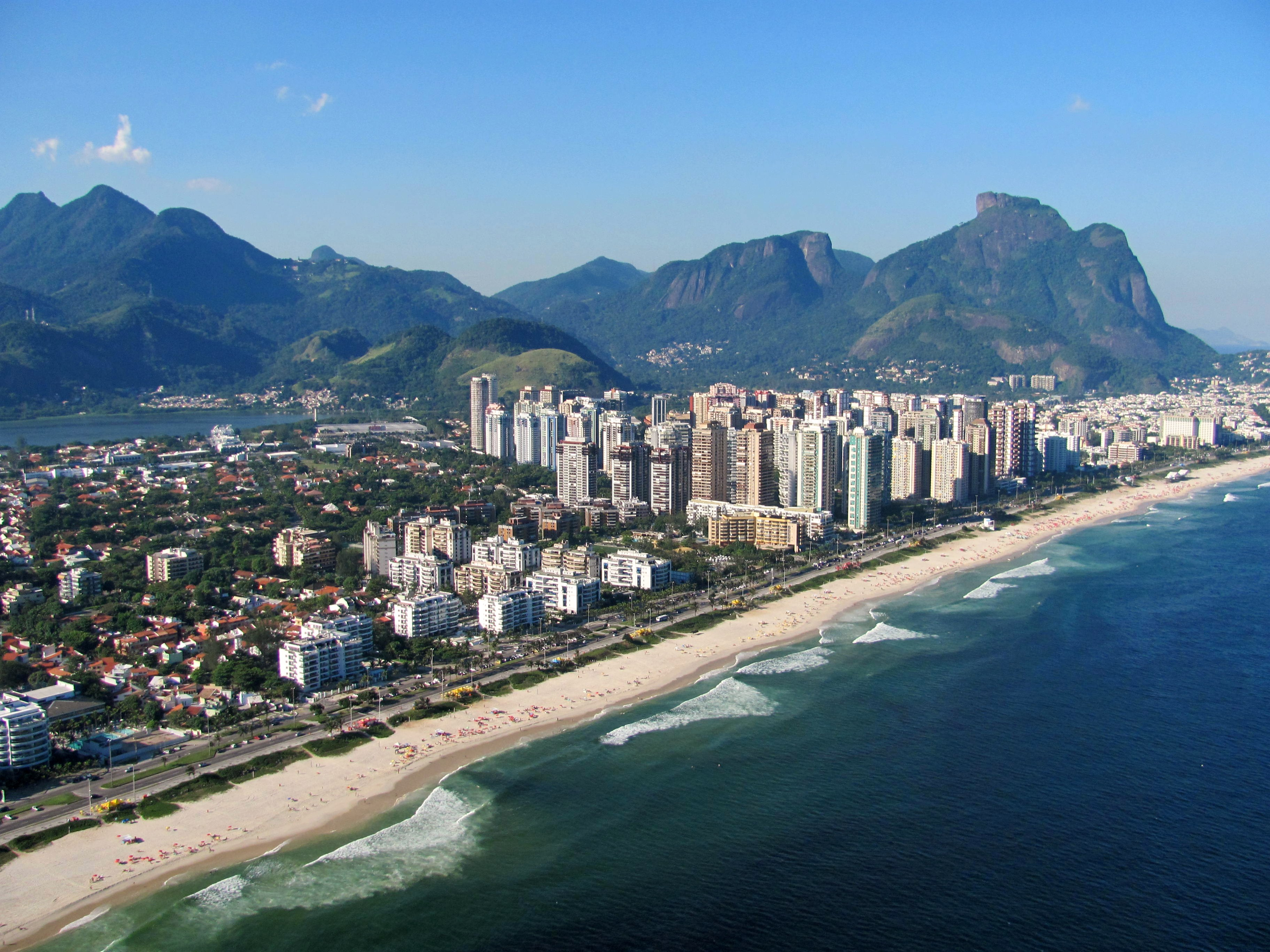
Barra da Tijuca

- Brasilien: Barra da Tijuca im Südwesten von Rio de Janeiro[3]
- Südafrika: Soweto, Townshipssiedlung in der City of Johannesburg Metropolitan Municipality

### Europa

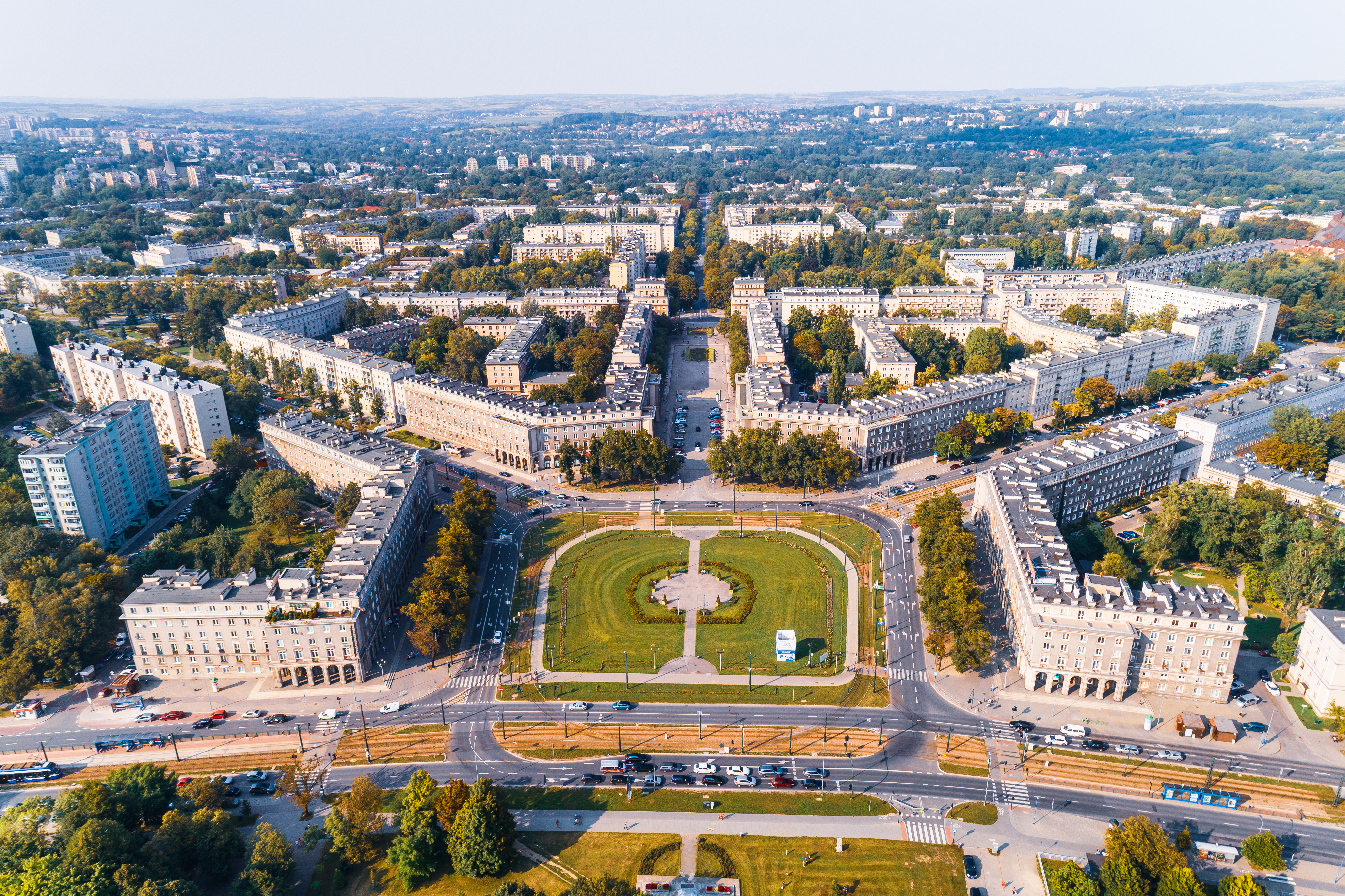
Nowa Huta

- Vorstadt Hässelby-Vällingby im Nordwesten und Skarpnäck im Süden von Stockholm[4]
- Viele Städte der Pariser Banlieue wie etwa Sarcelles[5], Marne-la-Vallée, Évry, Cergy-Pontoise[6] (siehe auch ville nouvelle)
- Stadtteil Petržalka im Süden von Bratislava, angeblich die größte Plattenbausiedlung Europas[7]
- Jižní Město (Südstadt), die größte Plattenbausiedlung Prags mit etwa 80.000 Einwohnern[8]
- Tychy im Oberschlesischen Industriegebiet südlich von Katowice[9]
- Nowa Huta im Osten von Krakau[10]

#### Deutschland
Ostdeutsche Großwohnsiedlungen
- Berlin-Hellersdorf
- Berlin-Marzahn
- Berlin-Neu-Hohenschönhausen
- Halle-Neustadt
- Halle-Silberhöhe
- Hoyerswerda-Neustadt
- Jena-Lobeda
- Leipzig-Grünau
- Weimar-Nord
- Weimar-West

Westdeutsche Großwohnsiedlungen

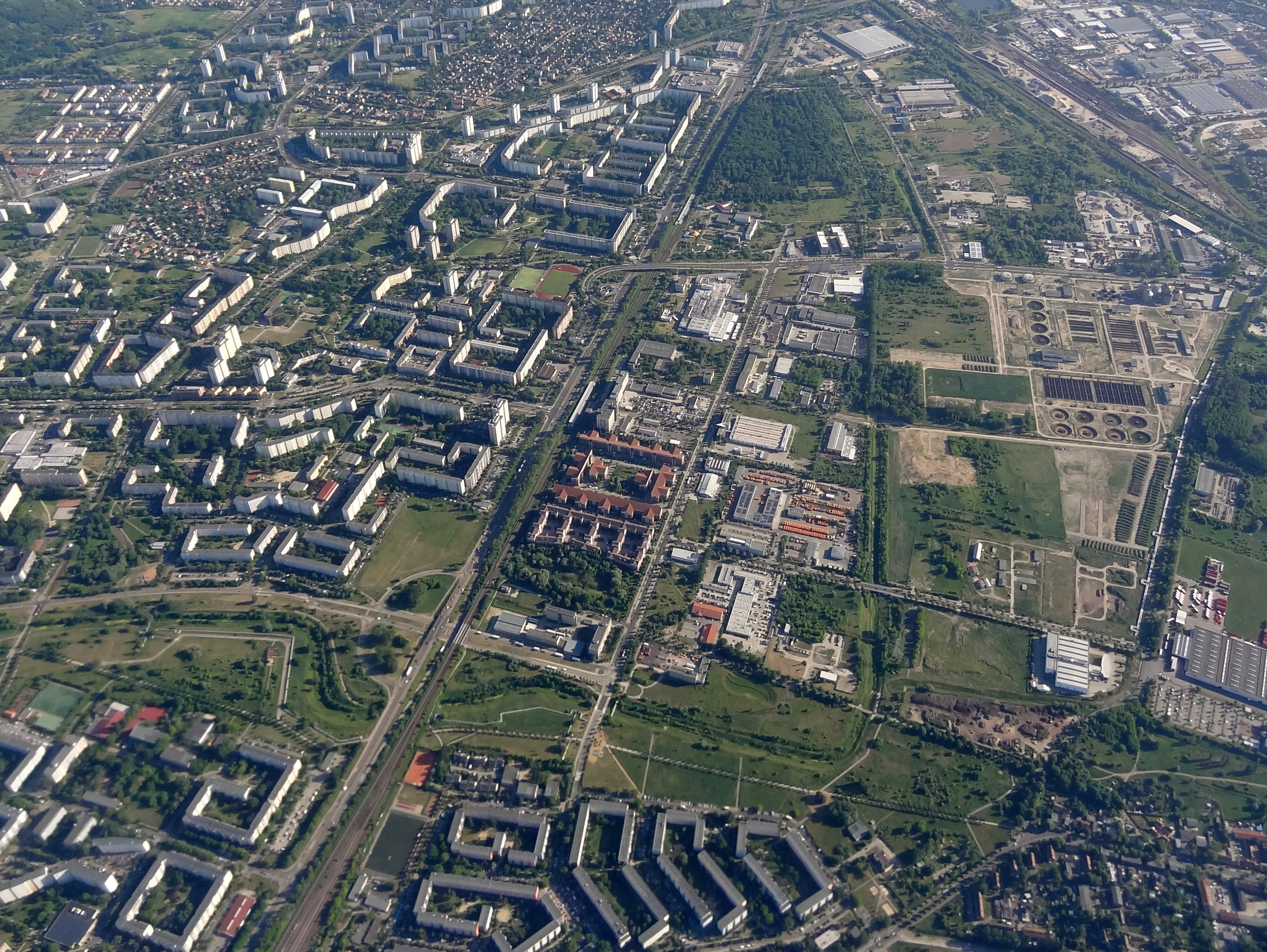
Luftbild von Berlin-Marzahn

Der Bau westdeutscher Großwohnsiedlungen erfolgte meist in der Zeit der Wohnungsnot nach dem Zweiten Weltkrieg in den 1950er bis 1970er Jahren. Teilweise dauerte die Bebauung, wie zum Beispiel in Nürnberg-Langwasser, mehrere Jahrzehnte.
- Berlin-Gropiusstadt
- Berlin-Märkisches Viertel
- Bielefeld-Sennestadt
- Braunschweig-Weststadt
- Bremen-Vahr
- Frankfurt-Nordweststadt
- Hamburg-Mümmelmannsberg
- Hamburg-Steilshoop
- Heidelberg-Emmertsgrund
- Kiel-Mettenhof
- Köln-Chorweiler
- Mannheim-Vogelstang
- München-Hasenbergl
- München-Neuperlach
- Nürnberg-Langwasser
- Ratingen-West